# Wallace Padrão de Abreu
 Wallace Padrão de Abreu  (Rio de Janeiro, 1 de junho de 1972), mais conhecido como Wallace, é um ex-futebolista carioca brasileiro que atuava como meia-esquerda.

 Autor do gol mais rápido do EC Juventude aos 16 segundos do 1º tempo de jogo pelo Campeonato Brasileiro 1997 no Estádio Durival Britto e Silva. Wallace iniciou a carreira no Fluminense. Teve ainda uma rápida passagem pelo Bangu antes de chegar ao Juventude no time de Caxias do Sul.

## Biografia
Logo, foi, assinou contratado com o Inter de Porto Alegre por empréstimo. No Alvi-verde gaúcho, participou da campanha campeã da Copa do Brasil de Futebol de 1999. Wallace foi um dos principais ídolos jaconeiros na virada do século. Seus chutes fortes e precisos com a perna esquerda renderam muitos gols para o time e o carinho da torcida.

## Títulos
Fluminense
- Campeonato Carioca: 1995

Juventude
- Copa do Brasil: 1999

## Premiações individuais
- «Gol mais rápido do Juventude aos 16' do 1º T» (em espanhol)
- «Relatos sobre a partida do gol relâmpago» (em espanhol)